# Maria Kowol
Maria Magdalena Kowol (ur. 20 lipca 1891 w Bytomiu, zm. 18 maja 1947 w Świętochłowicach) – polska działaczka społeczna i narodowa.

## Życiorys
Urodziła się w Bytomiu jako córka cieśli Karla Schroettera i Florentiny z domu Kraske. 23 kwietnia 1910 roku wyszła za cieślę górniczego i działacza plebiscytowego - Augusta Kowola (ur. 1885). 
Była wieloletnią przewodniczącą Towarzystwa Polek w Świętochłowicach, gdzie przeprowadziła się w 1922, z pozostałego w granicach Niemiec Bytomia. Towarzystwo Polek pod jej przewodnictwem organizowało kółka recytatorskie, śpiewacze, teatralne, wycieczki, kursy pielęgniarskie, a także wydawało obiady dla potrzebujących i wspierało polskie szkolnictwo. W 1930 r. Maria Kowol wzięła udział w Zjeździe Towarzystwa Polek w Warszawie.
W 1939 r. wraz z dziećmi w obawie przed hitlerowcami przeniosła się do Katowic-Ochojca, by w 1945 r. powrócić do Świętochłowic. W ramach wojennych represji była zmuszana do sprzątania budynku Policji oraz pozbawiono ją jej świętochłowickiego mieszkania.
Maria Kowol zmarła w dniu 18 maja 1947 r. w Świętochłowicach. Miała 6 córek.
W Świętochłowicach przy skrzyżowaniu ulic Polnej i Szkolnej znajduje się mural upamiętniający postać Marii Kowol.